# Eisenbahnunfall von Lualaba
Der Eisenbahnunfall von Lualaba ereignete sich am 11. März 2022 in der Demokratischen Republik Kongo, als ein Güterzug entgleiste und einige Wagen in eine Schlucht stürzten. 75 Personen, die als blinde Passagiere mitfuhren, starben, mehr als 125 Personen wurden verletzt. Er war laut Agence France-Presse der Eisenbahnunfall mit den meisten Todesopfern der letzten zwei Jahre in Afrika und der dritthöchsten Opferzahl innerhalb der letzten 10 Jahre.

## Hergang
Der Güterzug der Société Nationale des Chemins de fer du Congo (SNCC) war auf dem Weg von Luena (Provinz Haut-Lomami) nach Tenke (Provinz Lualaba), einer bedeutenden Bergarbeiterstadt. Als sich der Zug zwischen den Dörfern Kitenta und Buyofwe in der Provinz Lualaba befand, entgleiste er um 23:50 Uhr Ortszeit (22:50 Uhr Mitteleuropäische Zeit) in einer Steigung: sieben der zehn (andere Quelle: fünfzehn) Waggons stürzten in eine Schlucht.

## Unfallursache
Mehrere Hundert blinde Passagiere befanden sich im Zug, von dessen 15 Güterwagen 12 leer waren. Das illegale Mitfahren auf Güterzügen ist weit verbreitet im Kongo, was auf fehlende Alternativen wie Personenzüge und asphaltierte Straßen zurückgeführt wird. Aus ähnlichen Gründen kommt es auch häufig zu überladenen Booten auf Seen und Flüssen. (siehe: Demokratische Republik Kongo#Infrastruktur)
Der Generaldirektor der SNCC, Fabien Mutomb, verurteilte die illegale und gefährliche Mitfahrt auf Güterzügen und forderte die Bestrafung solcher Reisenden. Er werde zudem eine Aufklärungskampagne starten, die vor den Gefahren des illegalen Mitfahrens warnt.
Als Grund für die Entgleisung gab er die Überlastung des Zuges durch das Zusatzgewicht der blinden Passagiere, vielfach mit Gepäck, an. Dadurch habe sich auf einem Steigungsabschnitt das Transformatorenöl der Lokomotive übermäßig erhitzt, was zu einer automatischen Schnellbremsung führte. Infolgedessen fuhren die Güterwagen auf und entgleisten. Der schlechte Zustand der Schienen wird als mitverantwortlich für den Unfall angeführt.